# Рамана Махарші
Рáмана Махарші́ (гінді, санскрит: रमण महर्षि; тамільське ім'я при народженні: வெங்கடராமன் ஐயர் — Венкатара́ман Айя́р, 30.12.1879 — 14.04.1950) — індійський мудрець, йог, духовний учитель. Дехто вважає його одним з десяти найвидатніших святих Індії за всю її багатотисячну історію.

## Біографія
Венкатарман Айяр народився в сім'ї брахмана в селищі Тіручулі, яке розташоване в 45-ти км від міста Мадурай (штат Таміл-Наду на півдні Індії). У батьків він був другим з чотирьох дітей. Дядько Венкатармана й два його двоюрідних діда стали монахами-санн'ясинами.
Коли Венкатарману виповнилося дванадцять років, його батько захворів і невдовзі помер. Далі підліток жив у дядька, вчився в школі американських місіонерів (до цього він вивчав англійську мову в індійській школі). Шкільні друзі помітили, що та футбольна команда, на чийому боці грав Венкатараман, неодмінно вигравала.
Венкатарман читав містичну літературу й книги традиції бгакті, зокрема, житія південноіндійських шиваїтських святих і життєпис середньовічного поета-містика Кабіра. Юнак виявляв схильність до духовного життя. Згодом він згадував: «Давалася взнаки не довершена духовна практика з моїх минулих життів. Я міг поринути в повну внутрішню зосередженість, забувши про тіло».
У шістнадцятирічному віці Венкатараман отримав духовний досвід, який кардинально змінив його подальше життя. Венкатараман раптом відчув сильний страх смерті; лежачи нерухомо, він уявив, що його тіло стає холодним застиглим трупом і буде кремовано. Проте далі він подумав:
Але чи помер я зі смертю тіла? Хіба це тіло і є я? Воно німе й інертне, але я відчуваю всю силу моєї особистості й навіть голос свого Я, котре не тотожне тілу. Я є Дух, трансцендентний до тіла. Тіло помирає, але смерть не може торкнутися Духа.
Усе це було не пустопорожнім розмірковуванням, а спалахнуло в мені як жива істина, яку я усвідомив безпосередньо, майже без процесу мислення.

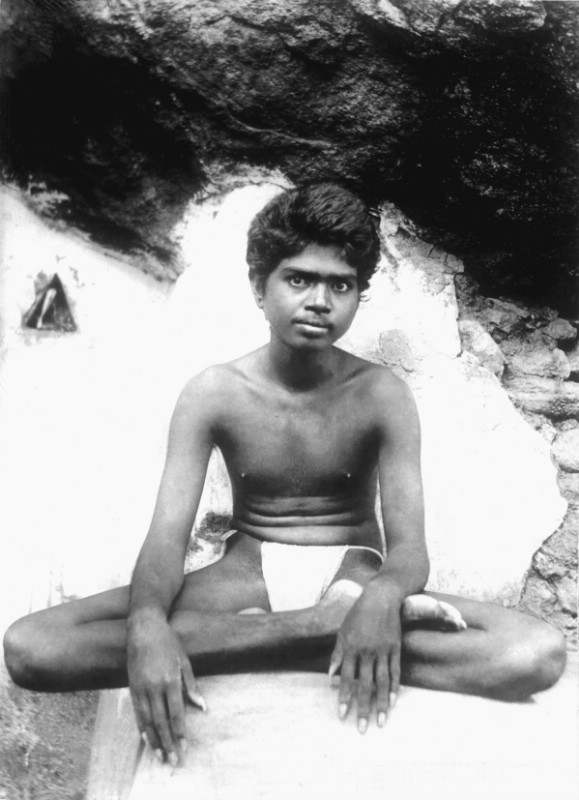
Венкатараман, 1902 р.

Після цього всі інтереси й помисли майбутнього духовного учителя сконцентрувалися виключно на проблемі Я: «Інші думки могли з'являтися й щезати, наче різні музичні звуки, але Я завжди було присутнє, подібно до основної ноти раґи».
У тому же 1896 році в Мадурай прибув родич Венкатарамана й розповів, що він приїхав з гори Аруначали. Чомусь ця назва подіяла на юнака наче удар грому. Він почав допитуватися, де ця гора і яка вона. Почувши, що це за 120 миль від Мадрасу, що місцеві жителі називають гору Тіруваннамалай, вважають її святою й поклоняються їй, Венкатараман подумки назвав гору своїм батьком і вирішив дістатися туди. Нічого не сказавши рідним, він залишив дім і через три доби приїхав поїздом на станцію Тіруваннамалай. Він викинув три рупії, які в нього залишилися, і торбинку з їжею, зняв з себе павітру (पवित्र, священний шнур брахмана), поголив голову. Це означало, що він зрікається світу й присвячує себе релігійному служінню. Також він перестав розмовляти, хоча формальної обітниці мовчання (मौन мауна) не давав.
Перебуваючи в стані глибокого самадгі (समाधि), Венкатараман прожив кілька місяців у місцевих храмах , де своєю мовчазністю й байдужістю до тілесних потреб привернув до себе увагу ексцентричного місцевого садгу Шешадрі Свамі, який старався оберігати юнака й називав його інколи своїм молодшим братом. Коли юного Венкатарамана побачив Палані Свамі, його охопило відчуття світла й блаженства. Він став готувати їжу цьому одному з наймолодших ґуру Індії й доглядати за ним у разі необхідності.
У вересні 1898 року Венкатараман оселився в храмі на одному зі схилів Аруначали, а в грудні туди прибули його мати й старший брат. Усі намагання матері повернути сина додому, сльози й вмовляння виявилися марними — він нічого не сказав і лише у записці повідомив, що за велінням Всевишнього повинен лишитися. Решту свого життя (54 роки) Венкатараман безвиїзно прожив на Аруначалі чи біля її підніжжя.
У 1901 році Венкатараман піднявся ближче до вершини гори й оселився в печері Вірупакша (विरूपाक्ष). Тоді вже існувала невеличка група його послідовників. У 1907 році до Аруначали приїхав тамільський поет  Ганапаті Муні, який писав на санскриті. Вражений зустріччю з Венкатараманом, поет став його палким шанувальником та послідовником і присвятив йому низку віршів і поем, наділивши його титулами Бхаґаван (Бог у людський подобі) і Махарши («великий мудрець»). Відтоді Венкатарамана стали називати Бхаґаван Рамана Махарші.

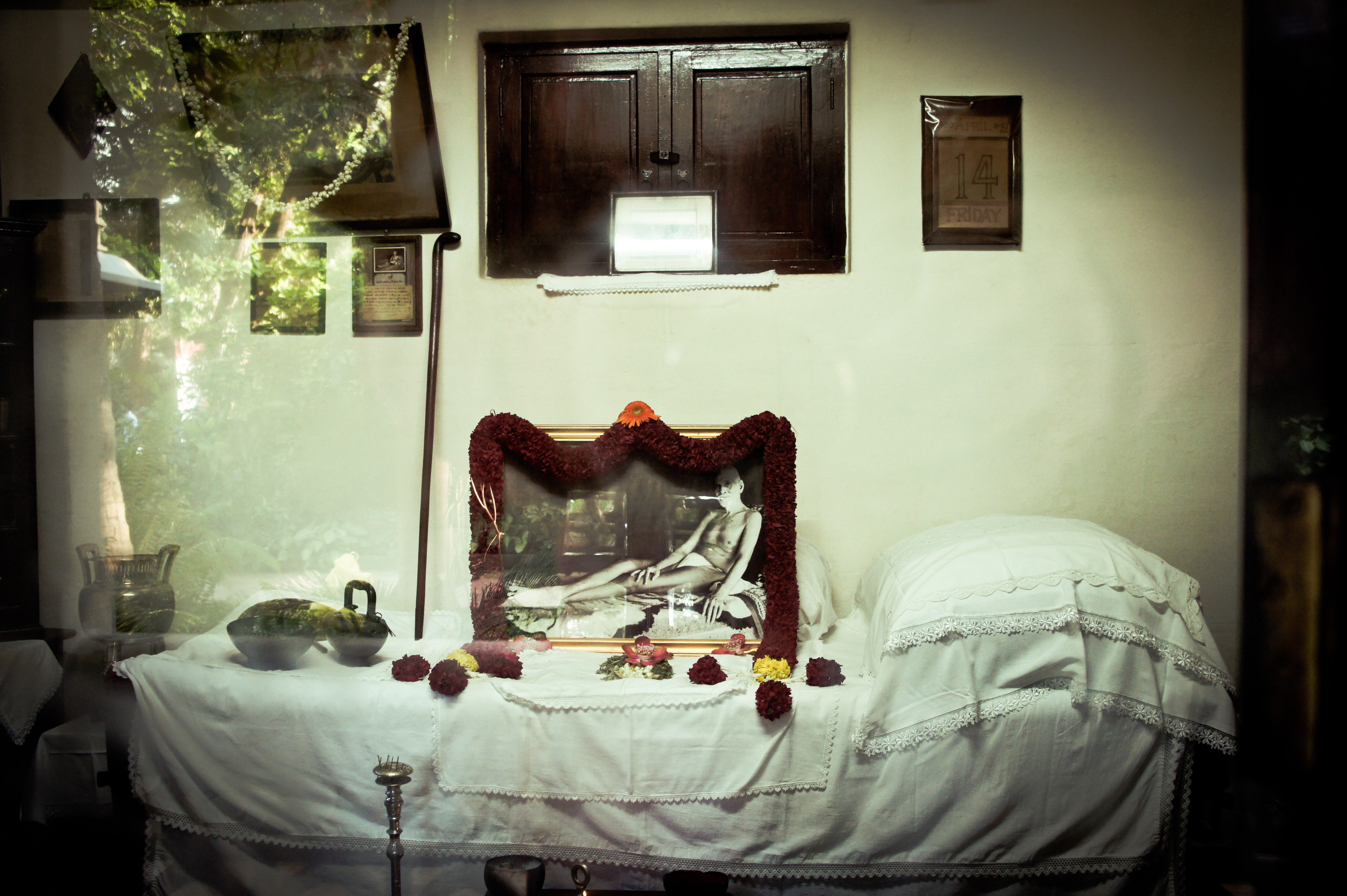
Місце, де Рамана Махарші полишив цей світ.

У 1915 році Рама з прибічниками переселилися трохи вище, до маленького Сканда-ашраму, збудованого одним з перших учнів Рамани, а у 1916 році до Рамани приїхали мати і молодший брат, які визнали його своїм духовним наставником. Мати взяла на себе керівництво кухнею ашраму, в якому й померла через шість років. Через кілька місяців після смерті матері Рамана залишив Сканда-ашрам і поселився біля місця її поховання, де в наступні роки виріс великий ашрам. У 1949 році там відбулося урочисте освячення збудованого храму. На церемонії були присутні вищі урядовці штату Мадрас на чолі з соратником Махатми Ганді, видатним політичним діячем Раджагопалачарі Чакраварті.
У листопаді 1948 року на руці Рамани Махарші була виявлена ракова пухлина. Тим учням, які прохали Раману зцілитися заради своїх послідовників, він відповів: «Чому ви так прив'язані до цього тіла?» і «Куди я можу подітися?
Я тут». Через два роки недуга спричинила смерть Рамани.
У момент смерті Рамани Махарші багато людей по всій Індії бачили в небі сяйво або спалах, подібний до падучої зірки.

### Деякі побутові подробиці
Як і всі мешканці ашраму Рамана Махарші виконував певну роботу: працював на кухні (розпалював вогонь, різав овочі, товк у кам'яній ступі чатні). Також іноді він працював на інших ділянках (наприклад, подавав цеглу на будівництві).
Зазвичай Рамана Махарші носив лише настегнову пов'язку й ніколи не користувався взуттям. Інколи, коли було холодно, він замотувався в дготі, але зав'язував його не на талії, а під пахвами.
Рамана Махарши спав лише чотири-п'ять годин на добу. Спати він лягав близько десятої вечора, о першій годині зазвичай піднімався та йшов у вбиральню, після чого десь з півгодини чи годину сидів мовчки, перед тим як знову лягти. Вставав він о третій-четвертій годині ранку і йшов на кухню нарізати овочі.
На відміну від більшості своїх послідовників Рамана Махарші ніколи не спав після обіду. У цей час він годував тварин, які жили в ашрамі, або оглядав
хід виконання будівельних робіт.
Подібно до багатьох видатних особистостей (Махатми Ганді, Льва Толстого та інших) Рамана Махарши регулярно ходив на піші прогулянки. Він казав, що щоденна ґірі-прадакшіна (ритуальний обхід святої гори) — дієвий спосіб утримувати розум у саттва-ґуні (стані спокою й гармонії).

## Вчення

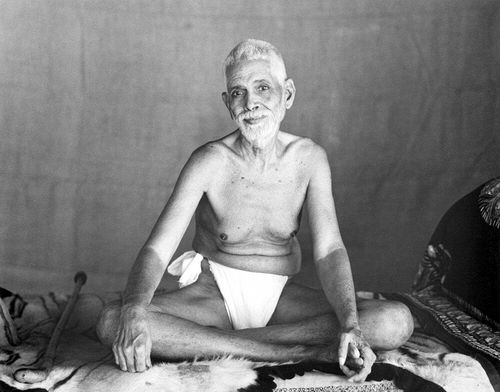
Шри Рамана Махарши, 1948 р.

Рамана Махарши не був сумлінним прибічником якоїсь філософської школи. Дехто каже, що його взагалі не цікавили філософські питання, оскільки він був захоплений лише безпосереднім спогляданням божественної Реальності. Однак індологи вважають, що Рамана Махарши створив оригінальну філософську концепцію на основі адвайта-веданти.
Рамана Махарші випромінював енергію, котра породжувала в присутніх відчуття внутрішнього спокою. Схоже, що він не прикладав ніяких зусиль задля передачі цієї енергії й трансформації людей, які були біля нього. Це відбувалось спонтанно. Рамана Махарші часто казав, що передача енергії, яка чинить безпосередню дію — найважливіша складова його вчення. За словами Рамани, дані ним усні й письмові настанови, а також рекомендовані техніки медитації були адресовані тим, хто не міг налаштуватися на сприйняття неперервно випромінюваної ним благодаті.
У перші роки перебування на Аруначалі Рамана Махарши був мовчазним і відчуженим. Один з відвідувачів ділився своїми спогадами: «Коли я зайшов у його ашрам, там була тиша. Ця людина була самим спокоєм, втілення безмовності. Він ні з ким не базікав. Там була грандіозна мовчанка. Я ніколи не бачив нікого, настільки безмовного. Люди (їхній розум), які приходили нього, не могли проникнути в безмовність, що заповнювала його кімнату. А він просто сидів там посеред безмовності».

### Літературна спадщина
З часом Рамана Махарші став проявляти деякий інтерес до відвідувачів, які приходили до нього, але розмовляв рідко й був небагатослівним. Його невелика письмова спадщина вмістилася в одну книгу, у яку входять такі твори:
- «Дослідження свого Я» (Вичара-санграхам). Письмові (через небажання розмовляти) відповіді на запитання Гамбгіри Шешайї. 1901 р.
- «Хто я?» (Нан яр). Письмові відповіді на запитання Шивапракаші Пілая. 1901 р.
- «П'ять гімнів горі Аруначала» (Аруначала-стути-паньчака). Перший був написаний у 1914 році на прохання послідовників Рамани Махарши, які потім співали цей гімн, збираючи пожертви. На відміну від чотирьох гімнів, написаних тамільською мовою, п'ятий було написано на санскриті[22] — на прохання поета Ганапаті Муні.
- «Суть настанов» (Упадеша ундіяр). Філософська поема з тридцяти віршів, написана тамільською мовою в 1924 році. Потім Рамана Махарші переклав їх мовою телуґу та санскритом, давши перекладам назву «Анубгуті-сара» і «Упадеша-сара». Також Рамана переклав поему мовою малаялам.)
- «Сорок віршів про Реальність» (Улладу нарпаду). 1928 р.
- «Доповнення сорока віршів про Реальність» (Улладу нарпаду анубандга). Сорок віршів тамільською мовою, з яких п'ятнадцять належать самому Рамані Махарші, а решта — перекладені ним різні санскритські тексти.
- «Рамана-пурана». У 1930-х тамільский поет Муруганар написав два сотні рядків, а Рамана Махарші потім додав від себе ще більше трьох сотень.
- «П'ять віршів про єдине Я» (Екатма-паньчака). Написані мовою телугу 1947 році на прохання учениці, а потім перекладені самим Раманою Махарші на тамільську мову.

Окрім цього багато настанов Рамани Махарші були записані його учнями.

### Атма-вічара
Рамана вчив, що істинне Я — єдина реальність, а всі феномени є лише видимими її проявами. Ототожнення себе зі своїм тілом, розумом і навколишнім середовищем стає причиною нескінченних страждань. Тому вищою метою життя проголошується звільнення від ілюзорного сприйняття себе як обмеженого індивіда. Санскритською мовою словосполучення «пошук [істинного] Я» звучить як атма-вічара (आत्माविचार). В англомовних книгах цей термін перекладено словом Self-enquiry, а в результаті подвійного перекладу з'явились такі назви, як «Самодослідження», «Самопізнання» і тому подібне.

### Духовне серце
Згідно з Раманою Махарші, емпіричне «я» людини (ego) — це лише ідея, ментальна конструкція, що не має реального існування. Він казав, що ця ідея «я» виникає в певному місці, яке називав духовним серцем і зазначав, що на відміну від фізичного, воно розташоване з правої сторони тіла. Звідти ідея «я» піднімається до мозку й ототожнює себе з тілом. Далі вона строює ілюзію існування розуму, тобто обмеженого «я», яке живе в тілі й контролює думки та дії. У результаті «я» ототожнює себе з усіма своїми думками й відчуттями, радостями й стражданнями. Рамана Махарші зазначав, що якщо розірвати зв'язок між емпіричним «я» й думками, з якими воно себе ототожнює, то сама ідея про «я» розвіється. Цього можна досягти, якщо триматися внутрішнього відчуття «я є», виключивши решту думок. Водночас Рамана зазначав, що «правосторонній серцевий центр не э Істинним серцем. Істинне серце ніде не локалізоване. Воно всюди».
Харілал Пуньджа (Пападжі), учень Рамани Махарші, згадував: «Махарші подивився на мене, і коли він дивився мені в очі, мене кинуло в дрож. Моє тіло пронизала вібрація нервової енергії. Усі мої нервові закінчення наче танцювали, і волосинки стали дибом. Я відчув у собі Духовне серце. Це не фізичне серце, а те, що є джерелом і основою всього сущого. Воно сяяло. Коли Махарші дивися на мене, я в стані внутрішньої безмовності відчував, що цей пуп'янок розквітає. Я кажу „пуп'янок“, але не треба сприймати це буквально. Було б правильніше сказати, що дещо в мені, схоже на пуп'янок квітки, розпускалося й квітнуло в Серці. І хоча я кажу „Серце“, це не означає, що „розквітання“ було локалізовано в конкретному місці тіла. Це Серце, Серце мого серця, не перебувало ні в тілі, ні за його межами. Я просто не в змозі описати свої відчуття точніше. Все, що я можу сказати, — у присутності Махарши, під його поглядом, Серце розкрилося, розквітло. Це було дуже незвичне відчуття. Я не очікував нічого подібного, і все, що трапилося, стало для мене повною несподіванкою».

### Хто я?
Як допоміжний засіб зосередження на внутрішньому Я Рамана Махарші рекомендував постійно запитувати себе: «Хто я?» (санскр. को ऽहम् ко ‘хам).
«Утихомирити розум можна задаючи питання „Хто я?“ Думка „Хто я?“ знищить усі інші думки, а потім зникне сама подібно до палиці, яку використовують для підтримання вогню при кремації небіжчика. Коли з'являються інші думки, треба не йти за ними, а питати себе: „До кого прийшли ці думки?“ Скільки б думок не з'являлося, завжди треба серйозно спитати: „До кого прийшла ця думка?“ Відповіддю буде: „До мене“. Якщо потім спитати себе „Хто я?“, розум повернеться до свого Джерела, а думка втихне. Якщо постійно практикуватися так, то розум зможе перебувати у своєму Джерелі».
Згідно з Раманою, в результаті емпіричне «я» втягується в Духовне серце й зникає назавжди, після чого лишається лише істинне Я (санскр. Атман).

### Ставлення до кастових приписів і обмежень
Рамана Махарші не відкидав кастових приписів і обмежень. Зокрема, він казав: «Адвайти („недвоїстості“, заперечення неоднаковості) не слід дотримуватись в повсякденному житті. Достатньо, коли розум перестане розрізнювати. Якщо в тобі купа розрізнювальних думок, не варто прикидатися, наче все єдине. На Заході люди беруть змішані (не однокастові) шлюби й не розбирають, з ким можна разом приймати їжу. Яка з того користь?.. Цей світ — велетенський театр. Кожна людина повинна діяти згідно роллю, яка йому надана. Така природа Всесвіту: диференціювати. Однак внутрішньо не треба мати відчуття розділення».
Проте Рамана Махарші не вважав кастові обмеження абсолютною непорушними. Наприклад, коли після свята, на якому в ашрамі нагодували тисячі прочан, знесилені кухарі вранці проспали підйом, Рамана пішов на кухню готувати сніданок, взявши за помічника учня з низької касти, а потім наказав йому: «Нікому не зізнавайся, що все це зварили ми. Брахмани не стануть їсти, коли довідаються, що ти готував для них».

### Ставлення до національно-визвольних змагань індійського народу
На відміну від таких індійських гуру, як, наприклад, Шрі Ауробіндо чи Харілал Пуньджа, які в молодості були революціонерами, Рамана Махарші не брав безпосередньої участі в національно-визвольних змаганнях індійського народу, але зі своїх позицій давав їм схвальну оцінку. Зокрема, коли відомий активіст партії Індійський національний конгрес Джамналал Баджадж спитав, чи правильно прагнути свараджу (державної незалежності), Рамана відповів: «Так, невпинна практична робота задля досягнення мети поступово розширює обрії, тож індивід поступово зливається з країною. Таке злиття бажано, і така діяльність є нішкам'я-кармою (безкорисливою діяльністю). Під час боротьби потрібно ввірити себе Вищій Силі, чию могутність треба тримати в свідомості й ніколи не випускати з уваги».

## Учні й послідовники
Перші послідовники у Рамани Махарші з'явилися майже одразу після того, як він оселився на горі Аруначала. Оскільки Рамана Махарші мало розмовляв (а у перші роки не розмовляв зовсім), то сторонньому спостерігачеві процес навчання учнів Рамани міг здаватися дивним. Наприклад, у відвідувача, який був активним прибічником шляху бгакті, спочатку з'явилися такі думки: «Ця людина повинна подавати учням приклад, а він просто мовчки сидить і нічого не розповідає про Бога. Схоже, що й сам він не повторює імені Бога й ніяк не зосереджує на Ньому свою увагу. Його учні-нероби сидять навколо нього, нічого не роблячи, тому що він сам теж не робить нічого. Хіба може показати мені Бога ця людина, яка не проявляє до Нього ніякого інтересу?» Проте на багатьох вже сам погляд Рамани Махарші справляв величезне враження. Аннамалай Свамі розповів про своє перше відвідування Рамани: «Бхагаван протягом десяти-п'ятнадцяти хвилин пильно дивився на мене, не кажучи ні слова. Мене охопило відчуття величезного фізичного полегшення і розслаблення. Я відчув, як чудесна прохолода наповнює моє тіло. Я немов поринув у прохолодну водойму після перебування на спекотному сонці».
Рамана не давав своїм послідовникам формальної посвяти (दीक्षा дікша) в учні чи в санн'ясу, але, звертаючись до мешканців ашраму, часто в знак поваги додавав до їх імені слово свамі (дослівно «пан»). Тому в ашрамі Рамани майже всі чоловіки стали Свамі.
Деякі видатні індійські учні Рамани Махарші:
- Палані Свамі. Він доглядав за Раманою з 1897-го по 1918 рік.
- Ганапаті Муні[en] (1878–1936). Знавець санскриту, поет, активний борець за незалежність Індії.
- Муруганар (1893–1973). Видатний тамільський поет. Він зібрав велику колекцію висловлювань Рамани Махарші в роботі «Вінок з висловлювань Гуру» (Гуру-вачака-ковай).
- Гудіпати Венкатачалам[en] (1894–1976). Відомий автор, котрий писав мовою телугу. Останню частину свого життя провів близько ашраму Рамани Махарші на Аруначалі.
- Шрі Садгу Ом (1922–1985). Провів п'ять років з Раманою і близько 28 років з Муруганаром. Автор книги «Шлях Шрі Рамани».
- Сурі Нагамма. За п'ять років вона написала мовою телугу низку листів до брата, в яких передані діалоги Рамани Махарші з учнями. Перш, ніж листи були відправлені, Рамана особисто схвалював їх.
- Харілал Пуньджа (1910–1997). Духовний учитель, відомий у Індії та на Заході.
- Свамі Рамдас[en]. Він відвідав Раману Махарши під час паломництва в 1922 році, після чого провів наступні 21 днів на самоті в печері на Аруначалі. У медитації усвідомив, що «все є Рама».
- О. П. Рамасвамі Реддіяр[en]. Член партії Індійський національний конгрес, політик, борець за свободу. З 1947-го по 1949 рік був прем'єр-міністром Мадрасу.

За межами Індії Рамана Махарші став широко відомим у 1930-х, після того як британський журналіст Пол Брайтон написав свій бестселер «Пошуки в загадковій Індії».
На Заході можна відзначити таких послідовників Рамани Махарші:
- Майор Чедвік. Директор «Ведичної школи» (санскр. वेदपाठशाला веда-патгашала).[недоступне посилання з липня 2019]
- Артур Осборн[en]. Перший редактор журналу ашраму «Гірський шлях [en]».
- С. С. Коен. Автор книги «Гуру Рамана».
- Моріс Фрідман[ru] (Свамі Бхаратананда).
- Етель Мерстон[en]. У своїх спогадах розповіла про Раману Махарші.
- Роберт Адамс[en]. Автор книги «Безмовність серця».
- Мауні Садгу[en]. (Мечислав Деметріус Судовські, 1897–1971). Автор книг з містики та езотерики.
- Девід Годман[en]. Був бібліотекарем в ашрамі. Автор книг про Раману Махарші та його учнів.

Непрямими послідовниками Рамани Махарші є Аруначала Рамана, Цезар Теруель та інші. Судження Рамани Махарші вплинули на відомого американського філософа й письменника Кена Вілбера.